# در کوهستان
در کوهستان (انگلیسی: Them Thar Hills) فیلمی کمدی با نقش آفرینی لورل و هاردی است.

## داستان فیلم
هاردی بیمار است و پزشک علت آنرا فشار زندگی می‌داند و به وی پیشنهاد می‌کند به یک منطقه آرام کوهستانی برود. لورل و هاردی به کوهستان می‌روند و در نزدیک کلبه‌ای که قبلاً مخفیگاه قاچاقچیان نوشیدنی‌های الکلی بوده‌است، اقامت می‌کنند. همه چیز تقریباً به خوبی پیش می‌رود تا اینکه همسر مردی برای گرفتن کمی بنزین به آنها مراجعه می‌کنند.